# Cassida algirica
Cassida algirica là một loài bọ cánh cứng trong họ Chrysomelidae. Loài này được Lucas miêu tả khoa học năm 1849.